# Ruili Airlines

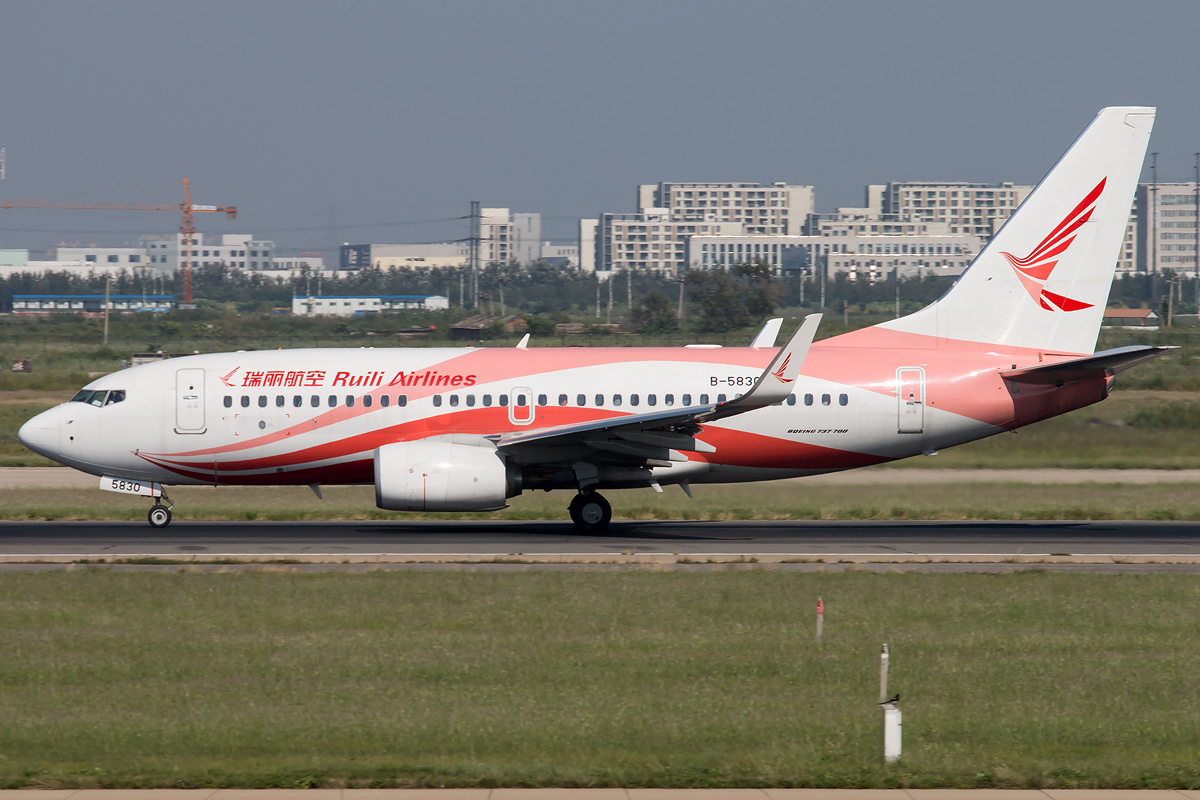
Boeing 737-700 авіакомпанії Ruili Airlines в міжнародному аеропорту Тяньцзінь Біньхай

Ruili Airlines (кит.: 瑞丽航空瑞丽航空) — китайська бюджетна авіакомпанія зі штаб-квартирою в міському окрузі Куньмін (провінція Юньнань, КНР), що працює в сфері внутрішніх пасажирських перевезень в центральній і північній частинах Китаю.
Портом приписки перевізника і його головним транзитним вузлом (хабом) є міжнародний аеропорт Куньмін Чаншуй.

## Історія
Авіакомпанія була утворена в 2014 році як дочірнє підприємство холдингу Yunnan Jingcheng Group.
22 січня 2014 року Ruili Airlines отримала сертифікат експлуатанта і 18 травня того ж року почала операційну діяльність, працюючи на одному літаку Boeing 737-700, який раніше належав Air Berlin.

## Флот
У травні 2016 року повітряний флот авіакомпанії Ruili Airlines становили такі літаки: